# Stálky
Stálky (jusqu'en 1910 : Křtálek ; en allemand : Stallek) est une commune du district de Znojmo, dans la région de Moravie-du-Sud, en République tchèque. Sa population s'élevait à 123 habitants en 2020.

## Géographie
Stálky se trouve à 19 km au sud-est de Jemnice, à 28 km à l'ouest de Znojmo, à 77 km à l'ouest-sud-ouest de Brno et à 162 km au sud-est de Prague.
La commune est limitée par Uherčice et Podhradí nad Dyjí au nord, par Starý Petřín et Šafov à l'est, par l'Autriche au sud et à l'ouest, et par Vratěnín au nord-ouest.

## Histoire
La première mention écrite du village date de 1312.